# Het Volk (Belgische krant)
Het Volk is een Nederlandstalig katholiek Belgisch dagblad dat bestond van 1891 tot 2008. Het is opgegaan in Het Nieuwsblad/De Gentenaar.

## Historiek

### Rerum Novarum
De wortels van Het Volk liggen in de christelijke werknemersbeweging (ACW) en de oprichting ervan gaat terug tot een congres van de katholieke partij in 1890 waar werd besloten om in Gent een dagblad op te richten als tegengewicht voor het succesvolle socialistische Vooruit. Het eerste nummer van Het Volk, een uitgave voor zondag én maandag, rolde van de persen op 21 juni 1891, een maand na de publicatie van de encycliek Rerum Novarum (16 mei 1891), waarin Paus Leo XIII de basis legde voor de christelijke sociale leer van de Kerk. De katholieke partij wilde met Het Volk een dam opwerpen tegen de snelle opgang van de Belgische Werkliedenpartij van Vader Anseele en haar dagblad Vooruit. Het werd zelfs na de mis verkocht als Anti-Socialistisch Dagblad.
Medestichter was Arthur Verhaegen, meteen de eerste voorzitter van de raad van beheer. Het initiatief kwam echter gauw in de problemen en week in 1894 uit naar de hoofdstad, waar naast het uitgeven van de krant eveneens werd gestart met commercieel drukwerk voor derden. Op 4 mei 1896 verplaatste men de hoofdzetel terug naar Gent.
In 1920 had de krant al een oplage van 30.000 exemplaren en in 1925 werd gestart met het magazine Het Zondagsblad. In 1930 kreeg Het Volk als nieuwe ondertitel Katholiek Democratisch Dagblad voor Vlaanderen. De financiële problemen waren echter niet van de baan. De christelijke arbeidersbeweging steunde de krant wel, maar dat was onvoldoende voor een gezonde handelsbalans. Einde 1939 was de oplage gedaald tot 19.000 exemplaren en eind oktober 1940 werden de persen definitief stilgelegd.
De hoofdredacteuren vanaf de stichting tot 1940 waren respectievelijk Gustaaf Eylenbosch, Filiep De Munnynck, Gustaaf Gabriël en Juul Verstraelen.

### Na de Tweede Wereldoorlog
Aan het einde van de oorlog knoopten de vroegere leiders van Het Volk opnieuw onderhandelingen aan met de top van het ACV en breder, het ACW. Het Volk verscheen opnieuw vanaf 18 december 1944 en pakte onmiddellijk uit met een spectaculair oorlogsbericht over het Von Rundstedt-offensief. Het bezorgde de herboren krant meteen een vliegende start. Het Volk evolueerde op zeer korte termijn tot een populaire krant en de nieuwe formule sloeg aan bij het publiek. In de jaren vijftig groeide het uit tot de op twee na grootste krant van het land (220.000 exemplaren). Die bloeitijd duurde zowat tot het eind van de jaren zeventig.
De Gentse krant had veel aandacht voor sport en wielerwedstrijden in het bijzonder. Vooral de drie weken van de Ronde van Frankrijk waren een hectische, maar heerlijke tijd voor Het Volk: er werd een avondeditie onmiddellijk na de dagrit door talrijke jeugdige ronddragers per fiets en te voet aan het treinstation uitgegeven met de vaststaande schreeuw: "Het Volk, met de uitslag van de Ronde van Frankrijk!" In 1945 werd voor het eerst de Omloop Het Volk, een eendagsrit van Gent naar Gent, verreden.
In november 1952 nam het krantenbedrijf de bladen van De Nieuwe Gids over en kwam zo in het bezit van onder andere de weekbladen Spectator en 't Kapoentje. Deze portfolio werd later uitgebreid met het maandblad Eos (1983) en TV-Gids (1989).
De kantoren en de drukkerij waren laatst gevestigd aan de Forelstraat, op de plaats waar die een hoek vormt met de Ferdinand Lousbergskaai. Na de afbraak kwamen er appartementen.

### De overname
Aan het einde van de jaren tachtig kreeg Het Volk het echter opnieuw moeilijk. Tussen 1992 en 1994 werd een kapitaalverhoging doorgevoerd voor de handelsdrukkerij Het Volk Printing (Erpe-Mere) en de drukkerij in Gent. Het christelijke gedachtegoed verdween naar de achtergrond en ondanks alle commerciële inspanningen om nieuwe lezers aan te trekken, bleef de verkoop dalen en stagneerden de reclame-inkomsten.
Een ingrijpende wijziging van de krant en de redactiestructuur en een vernieuwde vormgeving konden het tij niet meer keren.
In september 1994 bevestigde de ACV-top dat een overnemer voor nv Het Volk werd gezocht. Zowat alle Vlaamse mediagroepen toonden interesse maar in november 1994 kwam VUM om ideologische redenen als winnaar uit de bus.
De drukkerijactiviteiten en de redactie van Het Volk verhuisden in november 2000 naar Groot-Bijgaarden.

### Fusie met Het Nieuwsblad
Op 5 mei 2008 raakte bekend dat Het Volk op zaterdag 10 mei 2008 ging samensmelten met Het Nieuwsblad/De Gentenaar. Het laatste exemplaar verscheen op vrijdag 9 mei 2008, 117 jaar na het verschijnen van de eerste krant. Sinds 2001 werden deze kranten gemaakt door dezelfde redactie, en stonden ze onder leiding van dezelfde hoofdredacteur. Inhoudelijk waren de laatste jaren de verschillen tussen deze 3 kranten van de Coreliogroep voornamelijk beperkt tot de voorpagina.
In mei 2008 had Het Volk een dagelijkse oplage van ongeveer 70.000 exemplaren, en Het Nieuwsblad een dagelijkse oplage van ongeveer 200.000 exemplaren. Zo werd Het Nieuwsblad met dagelijks meer dan 270.000 verkochte exemplaren en met meer dan één miljoen lezers de op een na grootste krant van Vlaanderen. De titel Het Volk werd nog behouden als ondertitel van Het Nieuwsblad tot 2 maart 2009. Nadien verdween ook deze ondertitel. In de Gentse regio werd Het Volk dan een ondertitel van De Gentenaar.
Volgens de CIM-cijfers met betrekking tot het eerste kwartaal van 2008 verkocht Het Volk nog dagelijks gemiddeld 64.273 exemplaren.

## Structuur

### Hoofdredacteurs
| Tijdspanne  | Hoofdredacteur               |
| ----------- | ---------------------------- |
| 1891 - 1896 | Gustaaf Eylenbosch           |
| 1896 - 1925 | Filiep De Munnynck           |
| 1925 - 1932 | Gustaaf Gabriël              |
| 1932 - 1940 | Juul Verstraelen             |
| 1945 - 1965 | Karel Van Cauwelaert         |
| 1965 - 1968 | Marcel De Ceulener           |
| ? - 1978    | Walter Cabus                 |
| 1978 - 1984 | Walter Cabus & Paul De Baere |
| 1985 - 1994 | Paul De Baere                |
| 1994 - 1996 | Lode Bostoen                 |
| 1996 - 1999 | Jacky Louage                 |
| 1999 - 2002 | Luc Demullier                |
| ...         |                              |
| 2003 - 2006 | Dirk Remmerie en Frank Buyse |
| 2006 - 2007 | Dirk Remmerie                |
| 2007 - 2008 | Michel Vandersmissen         |

## (ex-)medewerkers
Lijst van redacteurs, journalisten, correspondenten, columnisten, fotografen, striptekenaars, cartoonisten, bestuursleden, etc van Het Volk.
- Karel Anthierens
- Peter Anthonissen
- Antoine Bauwens
- Wouter Bax
- Lode Bostoen
- Walter Cabus
- Ferdy Callewaert
- Michel Casteels
- Emile Claeys
- Henri Clément (Rik)
- Raf Coppens
- Robert 'Bob' Daneels
- Jan Cornand
- Mario Danneels
- Paul De Baere
- Patrick De Kuysscher
- Omer Steels
- Hugo Coorevits
- René Debruyne
- Leo De Budt (Buth)
- Marcel De Ceulener
- Marc De Cloedt (Marec)
- Louis De Lentdecker
- Piet De Loof
- Luc Demullier
- Filiep De Munnynck
- Désiré De Swaef
- Els De Temmerman
- Firmin de Weijer
- Filip Dewinter
- Steven Dupré
- Gaston Durnez
- Stefan Van Laere
- Eric Moerman
- Walter Mariën
- Gustaaf Eylenbosch
- Gustaaf Gabriël
- Fred Germonprez
- Mark Grammens
- Jan Grauls
- Johnny Harsch
- Raphael Hulpiau
- Auguste Huyshauwer
- Frans Janssens
- Hervé La Barthe
- Bart Lotigiers
- Dirk Musschoot
- Jean Baptiste Nobels
- Jef Nys
- Roger Van Quickenborne
- Bop Deps
- Denis De Bruyne
- Henri Pauwels
- Herman Ronse
- Marc Sleen
- Eddy Soetaert
- Karel Van Cauwelaert
- Emiel Van Cauwelaert
- Jean-Paul van den Broeck (Jean-Pol)
- Leon Van de Velde (Pirana)
- Guido Van Liefferinge
- Marcel Van Nieuwenborgh
- Karl Vannieuwkerke
- Arthur Verhaegen
- Karel Verleyen
- Manu de Tremerie
- Manu Debruyne
- Marc Vandevelde
- Leo Dhont
- Fernand Peters